# Nuoto ai campionati europei di nuoto 2024 - 50 metri stile libero femminili
La gara degli 50 metri stile libero femminili dei campionati europei di nuoto 2024 si è svolta il 21 e il 22 giugno 2024 presso il Centro Sportivo Milan Gale Muškatirović di Belgrado.

## Podio
| Pos.    | Atleta            | Nazione   |
| ------- | ----------------- | --------- |
| Oro     | Petra Senánszky   | Ungheria  |
| Argento | Theodōra Drakou   | Grecia    |
| Bronzo  | Julie Kepp Jensen | Danimarca |

## Record
Prima della manifestazione il record del mondo (RM) e il record dei campionati (RC) erano i seguenti.
|  | 23"61 | Sarah Sjöström | 29 luglio 2023 Fukuoka |
|  | 23"61 | Sarah Sjöström | 29 luglio 2023 Fukuoka |
|  | 23"74 | Sarah Sjöström | 4 agosto 2018 Glasgow  |

Durante la competizione non sono stati migliorati record.

## Programma
| Data           | Ora   | Turno      |
| -------------- | ----- | ---------- |
| 21 giugno 2024 | 9:30  | Batterie   |
| 21 giugno 2024 | 19:20 | Semifinali |
| 22 giugno 2024 | 18:37 | Finale     |

## Risultati

### Batterie
| Pos. | Batteria | Corsia | Atleta                      | Nazionalità | Tempo       | Note |
| ---- | -------- | ------ | --------------------------- | ----------- | ----------- | ---- |
| 1    | 5        | 6      | Theodōra Drakou             | Grecia      | 24"89       | Q    |
| 2    | 5        | 4      | Petra Senánszky             | Ungheria    | 24"96       | Q    |
| 3    | 3        | 5      | Jessica Felsner             | Germania    | 24"97       | Q    |
| 4    | 4        | 5      | Jana Pavalić                | Croazia     | 25"01       | Q    |
| 5    | 4        | 4      | Kornelia Fiedkiewicz        | Polonia     | 25"03       | Q    |
| 6    | 3        | 4      | Julie Kepp Jensen           | Danimarca   | 25"15       | Q    |
| 7    | 3        | 3      | Barbora Janíčková           | Rep. Ceca   | 25"20       | Q    |
| 8    | 5        | 9      | Aleksa Gold                 | Estonia     | 25"23       | Q    |
| 9    | 4        | 6      | Teresa Ivan                 | Slovacchia  | 25"26       | Q    |
| 10   | 4        | 3      | Kalia Antoniou              | Cipro       | 25"28       | Q    |
| 11   | 3        | 9      | Andrea Murez                | Israele     | 25"34       | Q    |
| 12   | 3        | 6      | Anna Dowgiert               | Polonia     | 25"48       | Q    |
| 13   | 5        | 1      | Daryna Nabojčenko           | Rep. Ceca   | 25"49       | Q    |
| 14   | 3        | 2      | Lillian Slušná              | Slovacchia  | 25"67       | Q    |
| 14   | 4        | 2      | Elisabeth Sabro Ebbesen     | Danimarca   | 25"67       | Q    |
| 16   | 3        | 8      | Anna Hadjiloizou            | Cipro       | 25"71       | Q    |
| 17   | 5        | 3      | Nina Jazy                   | Germania    | 25"73       |      |
| 18   | 5        | 7      | Nina Stanisavljević         | Serbia      | 25"74       |      |
| 19   | 2        | 4      | Kiia Metsäkonkola           | Finlandia   | 25"81       |      |
| 19   | 3        | 7      | Aleksandra Polańska         | Polonia     | 25"81       |      |
| 21   | 5        | 2      | Ana Rodrigues               | Portogallo  | 25"88       |      |
| 22   | 5        | 8      | Jóhanna Elín Guðmundsdóttir | Islanda     | 25"91       |      |
| 23   | 4        | 8      | Minna Ábrahám               | Ungheria    | 25"95       |      |
| 24   | 4        | 7      | Katarina Milutinović        | Serbia      | 25"99       |      |
| 25   | 3        | 1      | Marijana Jelic              | Austria     | 26"14       |      |
| 26   | 2        | 3      | Mia Pentti                  | Finlandia   | 26"21       |      |
| 27   | 2        | 5      | Jana Marković               | Serbia      | 26"36       |      |
| 28   | 2        | 7      | Mariam Sheikhalizadeh       | Azerbaigian | 26"42       |      |
| 29   | 2        | 2      | Tjaša Pintar                | Slovenia    | 26"52       |      |
| 30   | 4        | 0      | Mariangela Boitsuk          | Estonia     | 26"62       |      |
| 31   | 4        | 9      | Cornelia Pammer             | Austria     | 26"73       |      |
| 32   | 3        | 0      | Elvira Mörtstrand           | Svezia      | 26"75       |      |
| 33   | 2        | 6      | Veera Kivirinta             | Finlandia   | 26"80       |      |
| 34   | 5        | 0      | Mina Kaljević               | Serbia      | 27"01       |      |
| 35   | 1        | 5      | Fatima Alkaramova           | Azerbaigian | 27"30       |      |
| 36   | 2        | 8      | Arla Dermishi               | Albania     | 27"33       |      |
| 37   | 2        | 1      | Varsenik Manucharyan        | Armenia     | 27"44       |      |
| 38   | 1        | 3      | Ilaria Ceccaroni            | San Marino  | 27"56       |      |
| 39   | 1        | 4      | Ani Poghosyan               | Armenia     | 27"61       |      |
| 40   | 2        | 0      | Jovana Kuljača              | Montenegro  | 27"73       |      |
| DNS  | 4        | 1      | Fanny Teijonsalo            | Finlandia   | Non partita |      |
| DNS  | 5        | 5      | Neža Klančar                | Slovenia    | Non partita |      |

### Semifinali
| Pos. | Batteria | Corsia | Atleta                  | Nazionalità | Tempo | Note |
| ---- | -------- | ------ | ----------------------- | ----------- | ----- | ---- |
| 1    | 1        | 5      | Jana Pavalić            | Croazia     | 24"67 | Q    |
| 2    | 1        | 4      | Petra Senánszky         | Ungheria    | 24"71 | Q    |
| 3    | 2        | 6      | Barbora Janíčková       | Rep. Ceca   | 24"92 | Q    |
| 4    | 1        | 3      | Julie Kepp Jensen       | Danimarca   | 24"94 | Q    |
| 5    | 1        | 2      | Kalia Antoniou          | Cipro       | 24"99 | Q    |
| 6    | 2        | 3      | Kornelia Fiedkiewicz    | Polonia     | 25"00 | Q    |
| 6    | 2        | 5      | Jessica Felsner         | Germania    | 25"00 | Q    |
| 8    | 2        | 4      | Theodōra Drakou         | Grecia      | 25"11 | Q    |
| 9    | 1        | 6      | Aleksa Gold             | Estonia     | 25"18 |      |
| 10   | 2        | 2      | Teresa Ivan             | Slovacchia  | 25"24 |      |
| 11   | 1        | 7      | Anna Dowgiert           | Polonia     | 25"36 |      |
| 12   | 2        | 7      | Andrea Murez            | Israele     | 25"52 |      |
| 12   | 2        | 8      | Elisabeth Sabro Ebbesen | Danimarca   | 25"52 |      |
| 14   | 1        | 1      | Lillian Slušná          | Slovacchia  | 25"58 |      |
| 15   | 2        | 1      | Daryna Nabojčenko       | Rep. Ceca   | 25"64 |      |
| 16   | 1        | 8      | Anna Hadjiloizou        | Cipro       | 25"67 |      |

### Finale
| Pos.    | Corsia | Atleta               | Nazionalità | Tempo | Note |
| ------- | ------ | -------------------- | ----------- | ----- | ---- |
| Oro     | 5      | Petra Senánszky      | Ungheria    | 24"56 |      |
| Argento | 8      | Theodōra Drakou      | Germania    | 24"59 |      |
| Bronzo  | 6      | Julie Kepp Jensen    | Danimarca   | 24"79 |      |
| 4       | 7      | Kornelia Fiedkiewicz | Polonia     | 24"82 |      |
| 5       | 4      | Jana Pavalić         | Croazia     | 24"85 |      |
| 6       | 2      | Kalia Antoniou       | Cipro       | 25"13 |      |
| 7       | 1      | Jessica Felsner      | Germania    | 25"19 |      |
| 8       | 3      | Barbora Janíčková    | Rep. Ceca   | 25"38 |      |